# Regione di Navahrudak
La regione di Navahrudak, o regione di Novogrudak (in bielorusso: Навагрудская Вобласць, in russo: Новогрудская Область) era una regione della Repubblica Socialista Sovietica Bielorussa istituita a seguito dell'annessione della Bielorussia Occidentale nell'Unione Sovietica nel 1939. La regione fu creata il 2 novembre 1939, a partire dall'ex Voivodato di Nowogródek della Seconda Repubblica di Polonia (1918—1939)
La sovietizzazione del territorio lo divise in 25 raion. Tuttavia, visto che la città capoluogo sorgeva sul confine della regione, il centro amministrativo fu immediatamente spostato da Navahrudak a Baranavičy (4 dicembre 1939). La regione di Baranavičy sopravvisse alla seconda guerra mondiale e fu soppressa l'8 gennaio 1954, suddividendo i suoi territori tra le regioni di Brėst, Minsk, Maladzečna e Hrodna, la quale ricomprese la città di Navahrudak e l'area circostante.